# Sarroux - Saint Julien
Sarroux - Saint Julien is een gemeente in het Franse departement Corrèze (regio Nouvelle-Aquitaine). De plaats maakt deel uit van het arrondissement Ussel. Sarroux - Saint Julien is op 1 januari 2017 ontstaan door de fusie van de gemeenten Saint-Julien-près-Bort en Sarroux. De gemeente telde 867 inwoners op 1 januari 2022.

## Geografie
De oppervlakte van Sarroux - Saint Julien bedraagt 54,39 km², de bevolkingsdichtheid is 16 inwoners per km² (per 1 januari 2019).
De onderstaande kaart toont de ligging van Sarroux - Saint Julien met de belangrijkste infrastructuur en aangrenzende gemeenten.

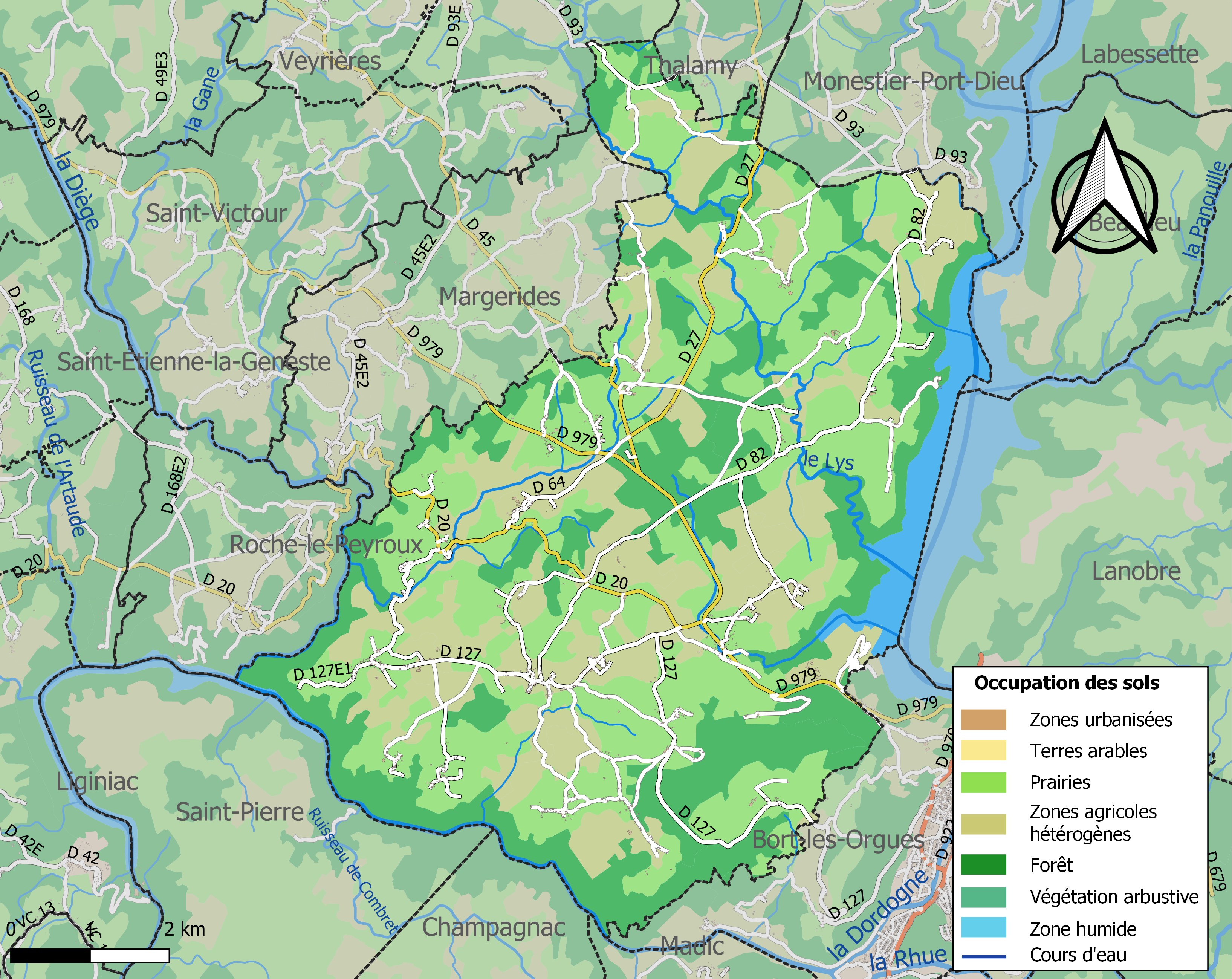